# Strobilanthes rufocapitatus
Strobilanthes rufocapitatus är en akantusväxtart som beskrevs av C. B. Cl.. Strobilanthes rufocapitatus ingår i släktet Strobilanthes och familjen akantusväxter. Inga underarter finns listade i Catalogue of Life.